# Parc naturel du Haut-Tage
Le parc naturel du Haut-Tage (en espagnol : parque natural del Alto Tajo) est un parc naturel espagnol situé entre le sud-est de la province de Guadalajara et le nord-est de la province de Cuenca, ce qui constitue un vaste système de gorges naturelles dans le sillage du Tage et de ses affluents, ainsi que de grandes forêts, avec une grande diversité climatique, topographique et géologique.
Le parc est reconnu géoparc en 2014 et labellisé par l'Unesco en 2015.

## Caractéristiques
Le parc naturel fut créé en 2000 dans le cadre du développement du plan d’Organisation des Ressources Naturelles. Il a une superficie de 105 721 hectares, en plus des 68 824 hectares de la zone périphérique de protection. Ces deux espaces comprennent 44 communes en partie ou en totalité. D’autre part, plusieurs zones de protection spéciale pour les oiseaux ont été créées, ainsi que des Lieux d’Importance Communautaire en accord avec le Réseau Natura 2000. Avec la création de ces espaces naturels, on essaye de protéger plusieurs lieux d’importance géomorphologique, des micros habitats floraux et diverses espèces de faune et de flore. Par ailleurs, la loi prévoit la création d’une zone d’influence socioéconomique pour que puisse se mettre en place un plan de développement durable avec le but de conserver la population dans les villages de la zone, de créer de l’emploi, de développer la cohésion régionale et de promouvoir la promotion externe du parc naturel et de cette ère d’influence socioéconomique.
L’étendue occupée par le parc naturel présente une géologie et une lithologie basées sur des terrains secondaires et quaternaires, généralement calcaires, gypseux, argileux et de grès. L’orographie se base principalement sur d’amples steppes traversées par des rivières qui forment de grands canyons et grottes. Les zones les plus hautes correspondent à la partie plus orientale, où naissent la plupart des rivières qui sillonnent à travers le parc naturel. Le Haut-Tage est traversé par un grand nombre de rivières, qui, du nord au sud, sont reliées au Tage, et qui accumulent du débit entre les forêts et l’abrupte orographie du terrain. Avec le Tage, ses affluents par la droite (Hoz Seca, Gallo, Linares et Ablanquejo) sont les principales rivières qui traversent les steppes et les montagnes du parc naturel.
Le climat de la région est méditerranéen-continental, avec des températures douces l’été et extrêmement froides l’hiver. Les précipitations se concentrent surtout durant le printemps, ce qui fait, avec le dégel, que l’on enregistre le débit le plus important dans les rivières pendant cette période.
Ce climat extrême a créé une végétation qui est la plus apte à s’adapter aux froids hivernaux et aux pluies irrégulières. L’arbre le plus courant dans les forêts du Haut-Tage est le pin, bien que l’on puisse observer des concentrations de chênes rouvres et verts, de sabines, entre autres. Parmi la faune la plus présente, on remarque des peuplements de petits mammifères et de renards, des rapaces, comme le vautour fauve, des poissons de rivière et de nombreux reptiles, amphibiens et invertébrés, beaucoup d’entre eux protégés par la législation.
Quant à la population, les villes subissent un dépeuplement constant depuis les années 1960 dû à l’émigration vers les grandes villes, ce qui crée des zones avec une très faible densité de population. L’économie s’est traditionnellement basée sur l’élevage transhumant et sur l’exploitation des ressources en bois et en kaolin, abondant dans la plupart des zones de la région. Depuis la déclaration de parc naturel, le tourisme s’est converti en une nouvelle source de revenus.
Les contrées du Haut-Tage et le travail des flotteurs de bois qui sillonnaient les eaux du Haut-Tage pour mener le bois jusqu’à Aranjuez et Tolède, inspirèrent José Luis Sampedro pour écrire son roman Le fleuve qui nous emporte (1961).

## Situation
On considère comme faisant partie du Haut-Tage toute la partie haute de la rivière, depuis sa source jusqu’à son cours moyen, là où il y a le plus d’eau. Cependant, le Parc Naturel du Haut-Tage comprend la portion haute, entre les provinces de Cuenca et de Guadalajara, sans inclure Teruel, où se situe sa source, puisque les deux premières régions sont sous l’administration de la Junte des communautés de Castille-La Manche et que la troisième région appartient à la Députation générale d’Aragon.

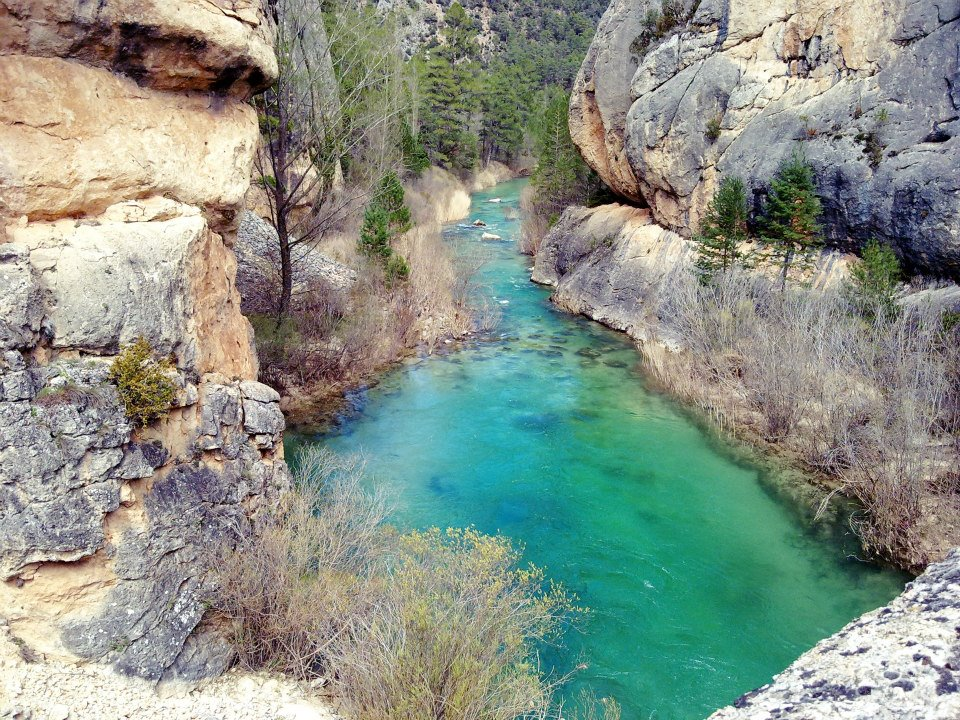
Fleuve Tage.

Ainsi, le Parc Naturel du Haut-Tage est situé au centre de l’Espagne, au sud-est de la province de Guadalajara et au nord-est de celle de Cuenca, comprenant presque toute la portion haute du Tage et ses premiers affluents importants. À l’intérieur du Parc, il y a plusieurs communes uniquement liées par des routes. Il y a quatre routes principales pour accéder au Parc Naturel : la première, par le nord, depuis Molina d’Aragón par les routes CM-210 et CM-2106, qui relient cette ville avec les zones de Orea, Peralejos de las Truchas et Poveda de la Sierra ; la deuxième, par l’ouest, depuis les comarques de La Alcarria, Cifuentes et Trillo par les routes CM-2115, CM-2015, CM-2101, qui sont le prolongement les unes des autres et qui traversent la partie sud du Parc reliant Villanueva de Alcorón, Zaorejas et Peñalén ; la troisième, par le sud, depuis Cuenca, aussi par la route CM-210 communiquant avec Peralejos et arrivant à Molina ; et la quatrième, par l’est, depuis Orihuela del Tremedal et Teruel par l’A -1511 et son embranchement, la route CM-2111 qui relie Orea.

## Faune
Dans le Haut-Tage cohabitent la plupart des espèces de rapaces et de mammifères de la péninsule ibérique. Les rapaces sont ceux qui se remarquent le plus et c'est donc ce qui a donné lieu à la création d’une Zone de Protection Spéciale pour les oiseaux. La concentration de mammifères (prédateurs et herbivores), reptiles, amphibiens et poissons est abondante dans tout le parc dû à son étendue et à ses conditions orographiques et climatiques.

### Mammifères
Parmi les mammifères qui foisonnent dans les bois du Haut-Tage, il y a les prédateurs, qui occupent presque tout le Parc Naturel. Dans la zone, la fouine, le blaireau européen, la loutre européenne, le renard roux sont particulièrement nombreux, même si à certains endroits l’on peut trouver des populations de chats sauvages, belettes, mustela putorius et genettes, ainsi que des mammifères cynégétiques comme les sangliers, les cerfs, les chevreuils, les daims, les lièvres et les lapins.
Les micromammifères sont aussi très abondants parmi les espèces d’animaux du Haut-Tage. Partout dans le Parc Naturel, l’on peut voir des écureuils roux, des hérissons, des musaraignes communes et naines, des musaraignes de Miller, des mulots sylvestres, des souris grises et quelques rats.
Les Zones de Protection Spéciale pour les Oiseaux et les Lieux d’Importance Communautaire du Haut-Tage protègent spécialement les populations de :
- Desmans des Pyrénées, qui vivent sur les berges des rivières au plus fort débit et des lagunes permanentes.
- Rhinolophus hipposideros, qui vivent dans les grottes et gouffres de type karstique.
- Loutres d’Europe, qui vivent dans les rivières au plus fort débit du Parc Naturel.

### Oiseaux
Du fait de la grande quantité de gorges et précipices, creusés par les rivières qui parcourent le parc naturel, les rapaces sont les plus visibles. Parmi eux, il y a de nombreuses espèces qui survolent le ciel du parc naturel. Le vautour fauve fait partie de l’espèce la plus nombreuse parmi tous les rapaces qu’il y a dans la région. Ils sont très fréquents dans les canyons occidentaux du parc naturel, mais il y a aussi des communautés de faucon crécerelle, d’épervier d’Europe, de faucon pèlerin, de Buse variable, d’Accipiter, de Percnoptère, d’Aigle botté, d’Aigle de Bonelli, de Circaète Jean-le-blanc, d’Aigle royal, de Milan noir et de Falco, ces derniers étant les plus rares dans les environs.
Au parc naturel, pendant la nuit apparaissent d’autres rapaces comme des Grands-ducs, des Strix, des Otus et des Chouettes effraie.
De nombreuses espèces d’oiseaux plus petits peuplent aussi le ciel et les recoins du Haut-Tage, parmi lesquelles on peut noter les Passeriformes, les Turdidae, les Pics verts, les Geais des chênes et les Pies bavardes.
La plupart de ces rapaces et autres petits oiseaux sont protégés par les Zones de Protection Spéciale pour les Oiseaux du Haut-Tage : l’alimoche, le vautour fauve, le Circaète Jean-le-blanc, l’aigle royal, l’aigle botté, l’aigle de Bonelli, le faucon pèlerin, le Grand-Duc, le Caprimulgidae, l’Alouette lulu, la Fauvette pitchou.

## Le Haut-Tage et la littérature
Le Haut-Tage et la façon d’y vivre inspirèrent José Luis Sampedro pour l’écriture du Fleuve qui nous emporte (1961), qui raconte le dernier flottage de bois depuis le Haut-Tage jusqu’à Aranjuez dans les années 1940, au travers d’une minutieuse étude psychologique des personnages, de la topographie et ethnographie des lieux par lesquels s’écoule le Tage, sur le parcours des flotteurs de bois en pleine époque d’après-guerre. Dans les années 1930, pendant son adolescence, quand il vivait à Madrid, Sampedro s’était laissé charmer par l’arrivée des flotteurs de bois à Aranjuez (après avoir parcouru le Tage) ; c’était un spectacle qui réunissait tous les habitants de la ville au mois de mars. Dans les années 1950, carte en main, il décida de parcourir le Haut-Tage pour éprouver le terrain et rencontrer les flotteurs de bois. En 1961, il revint arpenter la zone pour examiner les lieux par lesquels passèrent les flotteurs de bois et ainsi préparer son roman, qui verra le jour quelques mois plus tard. Le roman fut traduit dans plusieurs langues et, en 1989, Antonio del Real réalisa un film d’après le livre. Il fut tourné aux mêmes endroits que ceux décrits par Sampedro.
L’écrivain espagnol, José María Merino, fut inspiré par l’une de ses randonnées dans le Parc Naturel et, notamment, par la lagune de Taravilla pour l’écriture de son roman El río del Edén, avec lequel il reçut en 2013 le Prix de la Critique de Castille-et-León et le Prix national de littérature narrative.